# Pulau Sekel
Pulau Sekel är en ö i Indonesien. Den ligger i den västra delen av landet, 600 km öster om huvudstaden Jakarta.